# Otto von Reinsberg

Otto von Reinsberg, Lithographie (1876) von Ludwig Hoselich nach einer alten Fotografie

Otto Alexander Freiherr von Reinsberg (* 12. Mai 1823 in Magdeburg; † 26. Oktober 1876 in Stuttgart) war ein deutscher Historiker sowie Sprach- und Kulturwissenschaftler. Er entstammte einem alten ritterschaftlichen Adelsgeschlecht aus der Schweiz.

## Leben
Otto Alexander von Reinsberg war der jüngste Sohn von Friedrich Wilhelm von Reinsberg, eines Hauptmanns und Kompaniechefs des preußischen 27. Infanterie-Regiments. Seine Mutter war Concordia Amalia, geb. Büchner. Die Familie des Vaters stammt von einem im 15. Jahrhundert nach Böhmen ausgewanderten schweizerischen Adelsgeschlecht ab, dessen Stammsitz Schloss Regensberg bei Zürich gewesen sein soll.
Zunächst hatte Reinsberg die militärische Laufbahn eingeschlagen. Nach einigen Jahren verließ er aber das Militär im Rang eines Rittmeisters und widmete sich sprach- und kulturwissenschaftlichen Forschungen.
Am 20. Oktober 1845 heiratete er die damals bereits erfolgreiche Schriftstellerin Ida von Düringsfeld, die sich bisher mit Gedichten, Novellen und Romanen einen Namen gemacht hatte. Die beiden Eheleute nahmen daraufhin den gemeinsamen Familiennamen von Reinsberg-Düringsfeld an. Er begeisterte sie für die Sprach- und Kulturwissenschaft. Ida begleitete ihren Mann daraufhin auf ausgedehnten Reisen durch Böhmen, Italien, Dalmatien, Belgien und in die Schweiz. Gemeinsam verfassten sie in den Folgejahren etliche wissenschaftliche Werke.
Reinsberg gab zusammen mit seiner Frau ein Sprichwörterlexikon heraus, das 1872 unter dem Titel Sprichwörter der Germanischen und Romanischen Sprachen erschien und 2000 Sprichwörter aus 230 Dialekten enthält. Diesem Werk ging als Vorbereitung ein kleineres Buch, Das Sprichwort als Kosmopolit, vom philosophischen, praktischen und humoristischen Standpunkt betrachtet (1863) voran. Diese Sammlungen sollten veranschaulichen, wie ein und derselbe, in einem Sprichwort verdichtete Gedanke in unterschiedlichen Nationalkulturen und -bevölkerungen, Landschaften, Sitten und Sprachen in vielfältiger Art und Weise gestaltet wird.
Außerdem widmete sich Reinsberg mit Vorliebe chronologischen Studien, die er in seinem Handbuch Katechismus der Kalenderkunde (1876) verwertete. Seine Studien brachten ihn in ausgedehnte Verbindung mit Gelehrten und Zeitschriften und veranlassten eine umfangreiche Korrespondenz. Zudem veröffentlichte Reinsberg zahlreiche Rezensionen und Feuilletons.

Otto und Ida von Reinsberg-Düringsfeld, Lithographie von Ludwig Hoselich (1876) nach Fotografien

## Familie
Das Ehepaar von Reinsberg-Düringsfeld hatte zwei Kinder, Marco Mechitar von Reinsberg (* 31. Juli 1846 in Venedig; † 30. März 1978 Manhattan, New York), der nach einer kurzen Laufbahn beim Militär (er schied 1869 als Seconde-Lieutenant beim 7. Brandenburgischen Infanterie-Regiment aus) gegen den Willen der Eltern Schauspieler wurde und nach Amerika auswanderte, und Zora Dolores (* 15. Juli 1853 in Ragusa), die noch im Kindesalter verstarb.
Als seine Ehefrau am 25. Oktober 1876 in Stuttgart einem Schlaganfall erlag, folgte Otto von Reinsberg ihr schon am darauffolgenden Tag, dem 26. Oktober 1876, freiwillig in den Tod. Wie sich bei der Obduktion herausstellte, hatte er Zyankali genommen; in einem hinterlassenen Abschiedsbrief nannte er den Schmerz über den Verlust seiner Lebenspartnerin als Motiv. Spekulationen darüber, dass Geldverlegenheiten der Anlass gewesen sein könnten, wurden von seinen Nachlassverwaltern, zu denen der Leipziger Buchhändler Hermann Fries gehörte, widerlegt.

## Werke

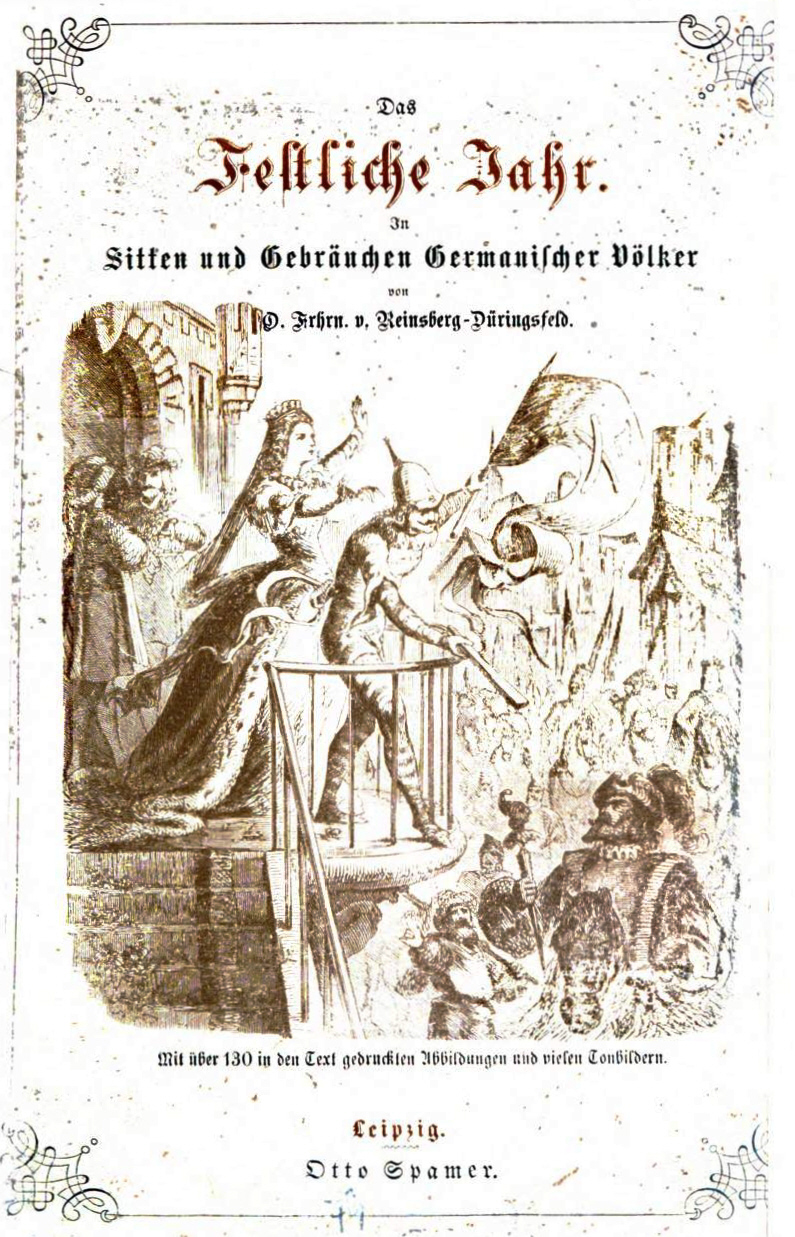
Umschlagabbildung Das festliche Jahr der germanischen Völker – Aberglaube – Sitten – Feste germanischer Völker

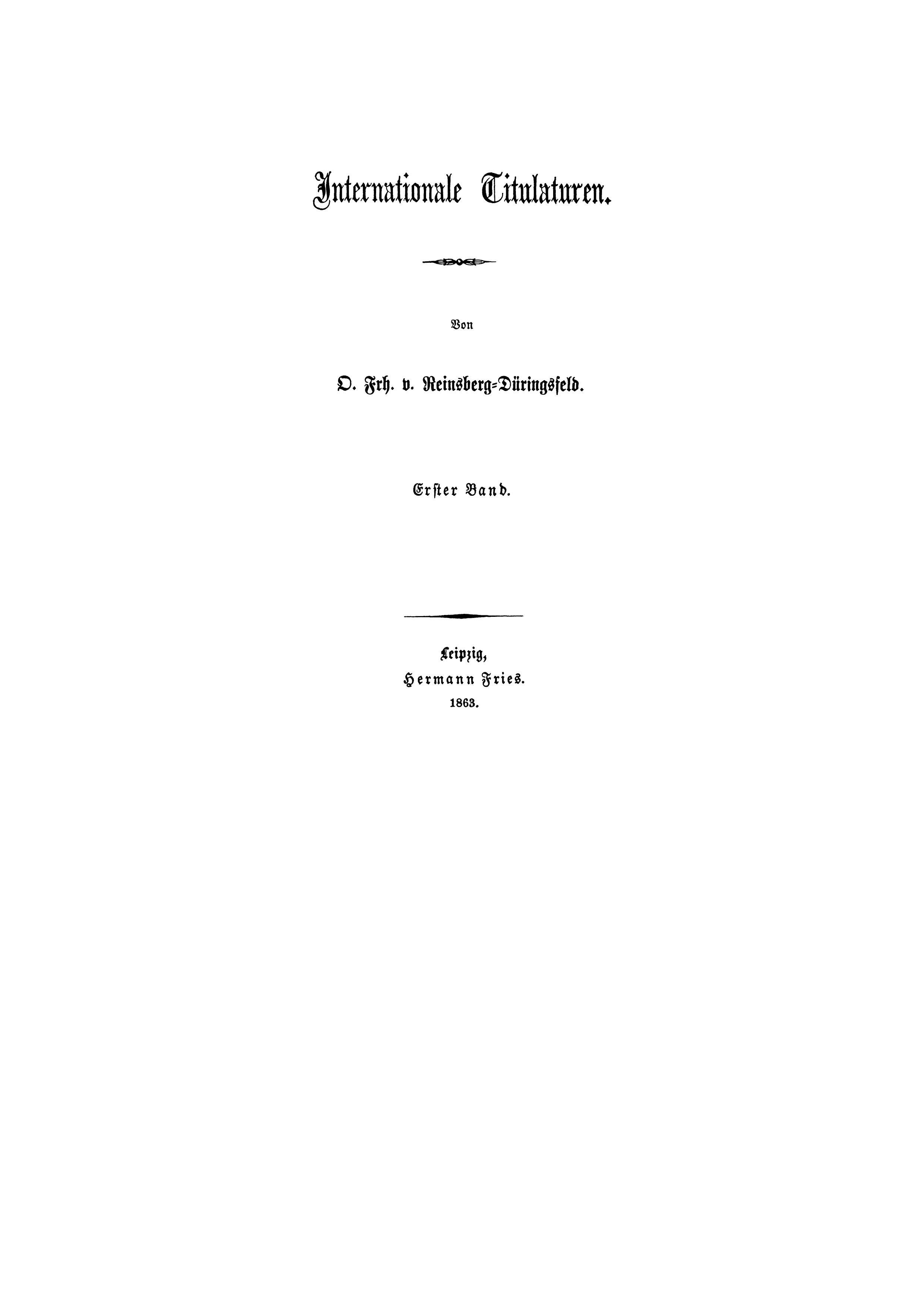
Deckblatt des Werkes Internationale Titulaturen

- Das festliche Jahr der germanischen Völker – Aberglaube – Sitten – Feste germanischer Völker. Leipzig, Barsdorf 1898
- Ethnographische Curiositäten. Krüger, Leipzig 1879
- Katechismus der Kalenderkunde. 1876
- Culturhistorische Studien aus Meran. List/Francke, Leipzig 1874 (Digitalisat)
- Sprichwörter der Germanischen und Romanischen Sprachen. Fries, Leipzig 1872
- zusammen mit Ida von Reinsberg-Düringsfeld: Hochzeitsbuch: Brauch und Glaube der Hochzeit bei den christlichen Völkern Europas, mit XXIV Illustrationen von Albert Kretschmer. J. G. Bach, Leipzig 1871
- Traditions et légendes de la Belgique, 2 Bände. Ferdinand Claassen, Bruxelles 1870,
- Das Kind im Sprichwort. Fries, Leipzig 1864
- Das Wetter im Sprichwort. Fries, Leipzig 1864
- Internationale Titulaturen: 2 Bände. Fries, Leipzig 1863
- Das Sprichwort als Kosmopolit: 3 Bände. Fries, Leipzig 1863
  - 1. Band: Das Sprichwort als Philosoph.
  - 2. Band: Das Sprichwort als Praktikus.
  - 3. Band: Das Sprichwort als Humorist.
- Fest-Kalender aus Böhmen: ein Beitrag zur Kenntniss des Volkslebens und Volksglaubens in Böhmen. Prag, Kober 1862
- Die Frau im Sprichwort. Leipzig, Fries 1862
- La Littérature tchèque de nos jours.  Bruxelles, Guyot 1858